# 牙城会
牙城会（がじょうかい）は、創価学会の男子部（18歳以上から40歳以下の男性が所属）の学会員を中心に編成されている会館警備を行う人材グループ。
牙城会のメンバーは、地域から選抜された18歳以上～40歳以下までの創価学会の男子部員が所属している。40歳以上に成ると創価学会の壮年部員の所属になるので牙城会は引退（卒業）になる。

## 概要
創価学会の歴史と理念を学び、広宣流布の為に唱題と弘教を根本とし、会館警備（自主警備）を行なっている。仏道修行の一環として無償奉仕で活動している。シンボルマークは獅子。
牙城会員は、創価班を含め約7万人体制。会館警備に就く為の人数は会館の規模によるが、2名から7名程度の陣容で編成されて着任する。会合の規模が大きくなれば、それ以上の人数となる場合もある。平日・土曜日の夜間（18時～18時30分から閉館時刻まで）と休日は前半・後半の二部制、もしくは三部制の場合もある。
- 10年間牙城会を務めると表彰状が授与される。
- 15年間牙城会を務めると表彰状と記念メダルが授与される。

## 歴史
創価学会では、座談会・協議会・御書学習会などの小さい規模（少人数）の会合の開催は、学会員の自宅を使っていた。
1970年代頃から日本の住宅事情の変化によって、日本各地に礼拝施設（会合施設）として創価学会の会館が建設されるようになった。その会館警備（自主警備）を行うグループ名を、各地域ごとに当番や会館警備と呼んでいたが、1971年2月1日に広宣流布のための牙城（会館）を護（まも）る人材育成グループ「牙城会」（がじょうかい）として発足した。
創価学会では会館警備は仏道修行の一環と定められており、牙城会員は日蓮仏法の信仰者として日々の勤行・唱題と、来訪者に対する心遣いを学び、社会に貢献できる人間として成長することを目的に、会館警護の任務に就いている。

### 牙城会の組織体制
牙城会員は、会館警備の任務を年間シフトに基づき無償奉仕で担っている。東京都新宿区信濃町にある創価学会総本部の警備を担当する『総本部牙城会』と、地域会館を担当する『会館警備』がある。

### 創価学会反対派との紛争
創価学会本部襲撃事件
- 1974年（昭和49年）10月4日に正本堂建立を巡って創価学会との教義対立が原因で、妙信講（現在の冨士大石寺顕正会）信者約70名が東京都新宿区信濃町にある創価学会本部（創価文化会館）への抗議行動を行い、敷地内に街宣車で突入した「創価学会本部襲撃事件」が発生した。会館警備をしていた創価学会側の牙城会メンバー約50名と妙信講信者約70名との乱闘騒ぎに発展した。創価学会側では警視庁に機動隊の出動を要請し、妙信講信者は警察に強制排除され、妙信講信者12名が創価学会敷地内に対する不法侵入の容疑で逮捕された。この事件は当時の読売新聞と朝日新聞で報道された。

池田大作サリン襲撃未遂事件
- 1993年（平成5年）11月と12月に「池田大作サリン襲撃未遂事件」が発生した。オウム真理教が敵対視していた創価学会名誉会長の池田大作の暗殺を計画して東京都八王子市にある創価大学キャンパスおよび牧口常三郎（初代会長）の名を冠した「東京牧口記念会館」に猛毒のサリンを散布した。東京牧口記念会館の警備にあたっていた牙城会員数名が一時的な視力減退や倦怠感などのサリン中毒特有の症状を訴えたが、池田大作の暗殺には失敗したために創価学会側は警察への通報や被害届の提出を見送った。1995年（平成7年）のオウム真理教事件（地下鉄サリン事件）の刑事裁判でこの事件が明らかになった[1]。

## 役職
委員長、副委員長、警備長、運営委員、言論企画部長、主任部長、部長、班長などの役職のほか警備局、言論企画局、大学校事務局があり、それぞれに局長が任命される。